# 壊死性肝膵炎
壊死性肝膵炎 (えしせいかんすいえん、Necrotizing hepatopancreatitis、NHP) は、テキサス壊死性肝膵炎 (Texas necrotizing hepatopancreatitis、TNHP)、ペルー壊死性肝膵炎 (Peru necrotizing hepatopancreatitis、PNHP) とも呼ばれるエビの致死性伝染病で、特にエビの養殖業に甚大な影響を与える病気である。日本でも持続的養殖生産確保法における特定疾病とされている。未だ十分な研究はなされていないが、細菌感染が原因であると考えられている。
NHPは広く養殖される太平洋産のバナメイエビ (Litopenaeus vannamei) およびその近縁種である Litopenaeus stylirostris に感染するが、アメリカ産の Farfantepenaeus aztecus、 Farfantepenaeus californiensis、Litopenaeus setiferus でも感染例が報告されている。このうち死亡率が最も高いのは養殖エビの中で最も漁獲高の多いバナメイエビであり、治療しない場合30日以内の死亡率は最大90パーセントにも達する。NHPは1985年にテキサス州で報告されたのが最初で、その後、南アメリカのエビ養殖場に蔓延した。
NHPはアルファプロテオバクテリア綱の新属に属する小さく多形性の高いグラム陰性のリケッチア様細菌が原因とされる。
病原性を持つのはアルファプロテオバクテリア綱の細菌に必須の細胞内細菌である Candidatus Hepatobacter penaei であるとみられている。
感染したエビは、殻が柔らかく締まりのない体になり、鰓が黒ずんだり遊泳肢や尾肢の縁が暗色化する。また、通常ならオレンジまたは黄褐色を呈する中腸腺が白っぽく萎縮するなど、特徴的な肉眼的兆候を示す。
NHPの病原体は高水温 (29 °C (84 °F) 以上) および高塩分 (2.0-3.8%以上) を好むと考えられており、エビ養殖池ではこの条件を避けることがNHPの制御に重要となる。
現在のところ、早期に発見して発見次第オキシテトラサイクリンを餌に加えて投与することが最良の治療法とされる。この他、養殖池の深さを2メートル以上にすることや、稚エビを受け入れる前に池から水を抜いて乾燥させたうえで数週間の日光消毒をしたり、器具類を次亜塩素酸ナトリウムで消毒すること、さらに養殖池の底を水酸化カルシウムで処理しておくことなどが予防に効果があるとされる。これらの消毒法はNHPに限らず細菌性感染症全般の予防に有効である。